# Восточно-Хэбэйская армия
Восточно-Хэбэйская армия — вооружённые силы Антикоммунистического автономного правительства Восточного Цзи, провозглашённого в ноябре 1935 года Инь Жугэном на территории демилитаризованной зоны, созданной в соответствии с условиями перемирия в Тангу.
Основу Восточно-Хэбэйской армии составили подразделения бывшего Корпуса сохранения мира в демилитаризованной зоне. Обучали солдат японские инструкторы — офицеры Квантунской армии, тренировавшие солдат днём и читавшие им антикоммунистические лекции ночью. За японцами оставалось решающее слово во всех делах, касавшихся армии. Японцы полагали, что после года тренировок они создали нормально обученные войска. Нацеливая их на решение местных задач, их вооружали лишь лёгким стрелковым оружием, без пулемётов и артиллерии.
Армия состояла из четырёх корпусов, разделённых каждый на три бригады, и тренировочный корпус. Каждый корпус состоял из 4 тысяч человек, Тренировочный корпус — из 2 тысяч.
В декабре 1935 года подразделение Восточно-Хэбэйской армии атаковало удерживаемые гоминьдановцами город Дагу и порт Тангу. Части оборонявшей их китайской 32-й армии убили двоих нападавших, остальные отступили. После угроз со стороны японцев 32-я армия была отведена, и Восточно-Хэбэйская армия заняла эти города.
В июле 1937 года Восточно-Хэбэйская армия принимала участие на стороне японцев в инциденте на Лугоуцяо и битве за Пекин-Тяньцзинь, пока не подняла мятеж в Тунчжоу. После подавления мятежа армия была распущена.